# Annales Sangallenses maiores

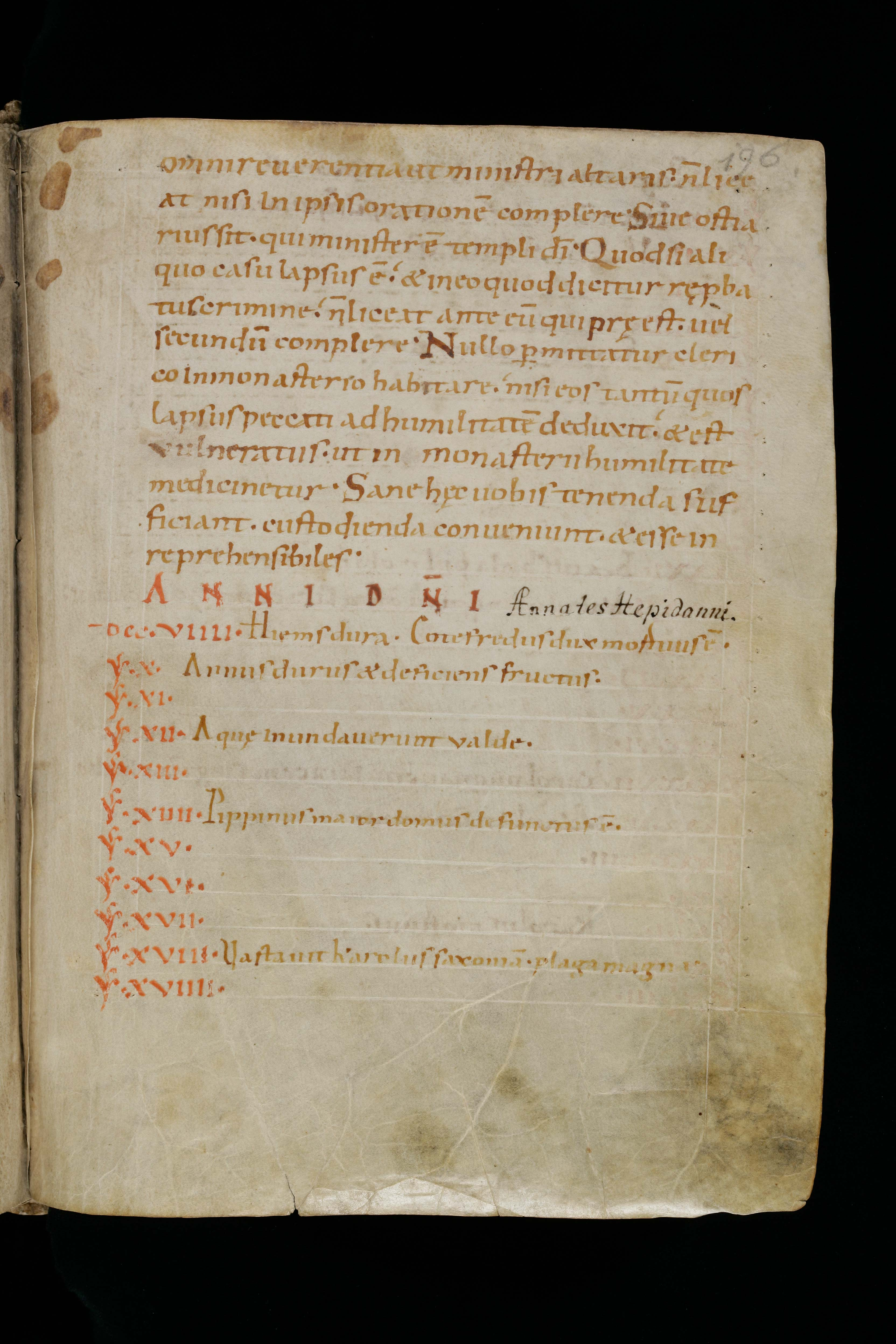
Annales Alamannici in de Annales Sangallenses maiores, beginnend in het jaar 709.

De Annales Sangallenses maiores ("Grotere of oudere Sint-Gallen-jaarboeken") zijn annalen uit de abdij van Sankt Gallen voor de periode van 709 tot 1056, die voor het oudere gedeelte (tot 918) op de Annales Alamannici baseren en dan zelfstandig worden verdergezet.
De oudste overlevering, in de 10e eeuw begonnen, bevindt zich in de Codex Sangallensis 915, op de bladzijden 196 tot 236. Aanvullingen staan in het afschrift in het tweede oudste manuscript, de Codex Sangallensis 453 uit de 12e eeuw, op de bladzijden 211 tot 235. Na het verslag over de dood van Hendrik III in 1056, waarmee de Annalen eindigen, bevindt zich daar een bericht over de schenking van relikwieën uit het Heilige Land aan het klooster van Sankt Gallen in 1180.

## Referentie
- Dit artikel of een eerdere versie ervan is een (gedeeltelijke) vertaling van het artikel Annales_Sangallenses_maiores op de Duitstalige Wikipedia, dat onder de licentie Creative Commons Naamsvermelding/Gelijk delen valt. Zie de bewerkingsgeschiedenis aldaar.